# Rap-A-Lot Records
La Rap-A-Lot Records è un'etichetta discografica statunitense fondata da James Prince nel 1986 e avente sede a Houston, in Texas.
Tra i primi artisti che hanno pubblicato per la label vi sono i Geto Boys. A partire dalla seconda metà degli anni '80 l'etichetta ha prodotto diversi artisti hip hop, in particolare gangsta rap e southern hip hop.
Tra gli artisti associati all'etichetta vi sono o vi sono stati Z-Ro, Scarface, Bun B, Juvenile, Big Mello, Do or Die, Outlawz e Trae tha Truth.